# Пол Белони Дю Шаю
Пол Белони дьо Шайо (на френски: Paul Belloni Du Chaillu) е френско-американски пътешественик, зоолог, антрополог, изследовател на Африка.

## Ранни години (1835 – 1856)
Роден е около 1835 година на остров Реюнион (има противоречиви сведения за годината и мястото на раждане), в семейство със смесен произход, което през целия му живот създава пречки пред кариерата му. Баща му е френски емигрант на остров Реюнион, а майка му мулатка. Скоро след раждането му, за да избегне кредиторите си, баща му емигрира отново заедно със семейството си, този път в Габон. Там Пол придружава баща си в неговите пътувания, привиква към знойния африкански климат и придобива много добри знания за местните езици и обичаи, които много му помагат в следващите изследователски експедиции.
През 1852 отива в САЩ, получава американско гражданство и започва търговия с абанос, слонова кост и други африкански продукти. По време на престоя си в САЩ публикува книга относно бита и културата на племената в Габон, която има голям успех, и от която се заинтересува Академията за естествени науки във Филаделфия и тя му отпуска средства за организиране на изследователска експедиция в Габон.
Изследователската му дейност в Габон продължава повече от 10 години, като допринася за откриването и изследването на речната система на река Огове, откриването и опознаването на много неизвестни дотогава племена, в т.ч. африканските пигмеи, животинския и растителния свят на Екваториална Африка. Написва и издава множество книги, посветени главно към младите читатели, в много от които обяснява начините и способите за оцеляване в джунглата.

## Експедиционна дейност (1856 – 1865)

### Първа експедиция в Габон (1856 – 1859)
От април до юни 1856 година дьо Шайо изследва крайбрежните райони на Габон между естуара Габон (0º 15` с.ш.) на север и нос Лопес (0º 40` ю.ш.) на юг, в това число устието на река Назаре (един от ръкавите на делтата на река Огове), а от юли до октомври – крайбрежието на север от естуара Габон. Изследва залива Рио Муни и се изкачва по течението на най-голямата река вливаща се в него – Тембони до планината, а на обратния път се спуска по река Ндуя, вливаща се в същия залив. Завръща се в Либревил през залива Монда и полуострова на юг от него.
През февруари 1857 година изследва южния ръкав от делтата на Огове – Нпулуне, вливащ се в лагуната Нкоми (Фернан Вас, 1º 50` ю.ш.) и намиращото се на североизток от нея езеро Аненге.
В първата половина на 1858 година се изкачва по течението на река Рембо-Нкоми (вливаща се в лагуната Нкоми), пресича вододела на изток и открива средното течение на най-големия ляв приток на Огове – река Нгуние, като изследва средното ѝ течение и планината Шайо (1190 м) покрай десния ѝ бряг. Събира огромно количество зооложки колекции и на 1 юни 1859 напуска Африка.
Изследователската дейност в Габон Белони дьо Шайо описва в книгата си „Explorations and Adventures in Equatorial Africa“ (в превод „Пътешествия и приключения в Екваториална Африка“) публикувана на английски език в Лондон през 1861, а след това в преработен и допълнен вид, на френски език в Париж през 1863 („Voyages et aventures dans l'Afrique équatoriale“). Голяма част от книгата заемат пътните и ловни приключения на автора, но в същото време съдържа и многочислени естественоисторически и етнографски сведения, и най-вече описание на животни, главно горилите.
Белони дьо Шайо внася съществен принос в опознаване на хидрографската система на Габон, като доказва, че с изключение на река Огове, всички останали реки, вливащи се в естуариге Рио Муни, Габон и Нкоми, са малки и къси.

### Втора експедиция (1863 – 1865)
Откритията и изследванията извършени от Белони дьо Шайо са подложени на ожесточена и несправедлива критика от неговите съвременници и за да се реабилитира в техните очи той предприема ново пътешествие в Екваториална Африка. Този път експедицията е спонсорирана от Кралското географско дружество и е снабдена с инструменти за извършване на астрономически наблюдения и топографска снимка, които да му позволят точно да фиксира своя маршрут.
През октомври 1863 дьо Шайо пристига в лагуната Нкоми, но по време на пренасянето на багажа, лодката в която са натоварени инструментите за наблюдение потъва и цялото му оборудване е загубено. Този инцидент задържа експедицията за цяла година, през което време той очаква пристигането на нови инструменти от Англия.
След като получава най-накрая необходимото му оборудване, през октомври 1864 тръгва от лагуната Нкоми и през декември достига отново до средното течение на Нгуние и я изследва като се спуска по нея до водопадите Нагоши и Фугаму.
В средата на 1865 прониква далеч на изток от реката, като изследва централната част на планината Шайо до 12º 35` и.д. По пътя дьо Шайо се запознава с ниското на ръст племе обонго, непознаващо земеделието и живеещо от лов и риболов. Това е първата среща на европейците с пигмеите – представители на древното население на Африка. След нелеп инцидент, при който един от участниците в експедицията „неволно“ застрелва един местен жител, помощния персонал отказва да изпълнява своите ангажименти и през септември 1865 пътешествениците се завръщат на брега на лагуната Нкоми, от където скоро отплават за Англия.
През 1867 в Лондон излиза книгата му „A journey to Ashango-Land and further penetration into Equatorial Africa“ (в превод „Пътешествие в страната на ашанго и по-нататъшно проникване в Екваториална Африка“).

## Следващи години (1865 – 1903)
През 1871 и 1878 година извършва пътешествие в Норвегия, Швеция и Финландия, което описва живописно в отделна книга. Автор е и на множество популярни книги посветени на природата, света на животните, птиците, влечугите и насекомите, които говорят, мислят, работят и живеят съвместно.
Умира от инсулт по време на научно посещение в Санкт Петербург на 29 април 1903 година. Погребан е в Бронкс, Ню Йорк.

## Памет
Неговото име носи планина в Габон.

## Съчинения
- Explorations and Adventures in Equatorial Africa. J. Murray, London 1861 online (deutsch Berlin 1862)
- Voyages et aventures dans l'Afrique équatoriale, Paris, 1863.
- A journey to Ashango-Land and further penetration into Equatorial Africa. John Murray, London 1867 online
- My Apingi kingdom: with life in the great Sahara. London 1870
- The country of the dwarfs. London 1872
- World of the great forest. London 1902